# Informatik
Informatik er læren om informationsbehandling. Det blev første gang anvendt af franskmanden Philippe Dreyfus i 1962 som dækkende over de videnskabelige og tekniske områder, der omhandler automatisk informationsbehandling. Informatik-begrebet har især vundet indpas i Frankrig. 
En uddannelse i informatik kan i Danmark tages ved Aalborg Universitet (siden 1998) samt Roskilde Universitet (RUC) (fra 2007), og derudover på ITU. Uddannelsen har også eksisteret på DTU (1995-2004). Indholdet af disse forskellige uddannelser er indholdsmæssigt meget varierende. Informatik på AAU fremstår som en slags kombination mellem datalogi og kommunikation. På RUC læses Informatik sammen med et andet fag (fx datalogi) og har fokus på modellering og anvendelse af it og knapt så meget på elementer fra traditionel datalogi. Informatik på DTU er med fokus på teknisk datalogi. Endeligt er Ehvervsinformatik en kombination mellem datalogi og kommunikation med særlig fokus på brugen af IT i erhvervslivet og optimering af de processer der er involveret.
I de skandinaviske lande er informatik (ligesom systemvidenskab) et samfundsvidenskabeligt og tværfagligt emne, i modsætning til datavidenskab (datalogi), datateknik og informationsteknologi. På engelsk faget derimod "social informatics".